# Having a Rave Up
Albums de The Yardbirds
For Your Love
(1965) Roger the Engineer
(1966)
Having a Rave Up est le second album américain des Yardbirds, sorti en 1965. Il mêle titres inédits (Train Kept A-Rollin', You're a Better Man Than I, I'm a Man), singles (Heart Full of Soul, Evil Hearted You, Still I'm Sad) et, sur sa deuxième face, quatre chansons en concert tirées de Five Live Yardbirds.

## Titres

### Face 1
1. You're a Better Man Than I (Mike Hugg) – 3:17
2. Evil Hearted You (Graham Gouldman) – 2:23
3. I'm a Man (Bo Diddley) – 2:36
4. Still I'm Sad (McCarty, Paul Samwell-Smith) – 2:57
5. Heart Full of Soul (Gouldman) – 2:27
6. Train Kept A-Rollin' (Tiny Bradshaw, Kay, Mann) – 3:25

### Face 2
1. Smokestack Lightning (Howlin' Wolf) – 5:35
2. Respectable (O'Kelly Isley, Ronald Isley, Rudolph Isley) – 5:35
3. I'm a Man (Diddley) – 4:33
4. Here 'Tis (Diddley) – 5:10

### Rééditions d'albums
L'album de compilation de 2001 des Yardbirds Ultimate! contient huit des dix morceaux de l'album original.Having a Rave Up  a été réédité par plusieurs labels, dont  Repertoire (1999, 2007), Get Back (1999), JVC (2000, 2009) et Sunspots (2002).
| Repertoire reissue additional material | Repertoire reissue additional material                  | Repertoire reissue additional material | Repertoire reissue additional material | Repertoire reissue additional material | Repertoire reissue additional material | Repertoire reissue additional material | Repertoire reissue additional material | Repertoire reissue additional material | Repertoire reissue additional material |
| No                                     | Titre                                                   | Durée                                  |                                        |                                        |                                        |                                        |                                        |                                        |                                        |
| -------------------------------------- | ------------------------------------------------------- | -------------------------------------- | -------------------------------------- | -------------------------------------- | -------------------------------------- | -------------------------------------- | -------------------------------------- | -------------------------------------- | -------------------------------------- |
| 11.                                    | Shapes of Things                                        | 2:24                                   |                                        |                                        |                                        |                                        |                                        |                                        |                                        |
| 12.                                    | New York City Blues                                     | 4:17                                   |                                        |                                        |                                        |                                        |                                        |                                        |                                        |
| 13.                                    | Jeff's Blues ("The Nazz Are Blue" demo)                 | 3:02                                   |                                        |                                        |                                        |                                        |                                        |                                        |                                        |
| 14.                                    | Someone to Love ("Lost Woman" demo, Part 1, Take 15)    | 2:22                                   |                                        |                                        |                                        |                                        |                                        |                                        |                                        |
| 15.                                    | Someone to Love ("Lost Woman" demo, Part 2)             | 4:16                                   |                                        |                                        |                                        |                                        |                                        |                                        |                                        |
| 16.                                    | Like Jimmy Reed Again (demo)                            | 3:02                                   |                                        |                                        |                                        |                                        |                                        |                                        |                                        |
| 17.                                    | Chris' Number (demo)                                    | 2:21                                   |                                        |                                        |                                        |                                        |                                        |                                        |                                        |
| 18.                                    | What Do You Want (demo, Take 4)                         | 3:09                                   |                                        |                                        |                                        |                                        |                                        |                                        |                                        |
| 19.                                    | Here 'Tis (Modèle:A.k.a. "For RSG", instrumental track) | 3:48                                   |                                        |                                        |                                        |                                        |                                        |                                        |                                        |
| 20.                                    | Here 'Tis (vocal version)                               | 4:04                                   |                                        |                                        |                                        |                                        |                                        |                                        |                                        |
| 21.                                    | Stroll On                                               | 2:44                                   |                                        |                                        |                                        |                                        |                                        |                                        |                                        |
| 73:09                                  |                                                         |                                        |                                        |                                        |                                        |                                        |                                        |                                        |                                        |

## Personnel
- Keith Relf : chant, harmonica, guitare acoustique
- Jeff Beck : guitare solo (face 1)
- Eric Clapton : guitare solo' (face 2)
- Chris Dreja : guitare rythmique
- Jimmy Page – deuxième guitare solo sur le morceau bonus "Stroll On"
- Paul Samwell-Smith : basse, chœurs
- Jim McCarty : batterie, chœurs

## Personnel supplémentaire
- Giorgio Gomelsky : chœurs (4)